# اسکان‌ایر
اسکان‌ایر (انگلیسی: Scanair) شرکت هواپیمایی دانمارکی است، که در سال ۱۹۶۱ تأسیس شد.